# RKS Garbarnia Kraków
El RKS Garbarnia Kraków és un club de futbol polonès de la ciutat de Cracòvia.

## Història
Evolució del nom:
- 1921: KS Lauda
- 1924: KS Garbarnia
- 1949: ZS Związkowiec Kraków

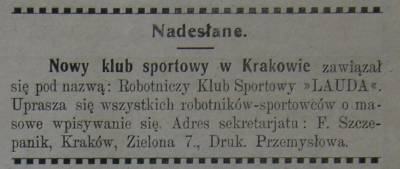
Article publicat al Tygodnik Sportowy del 25 novembre 1921 sobre la fundació del club.

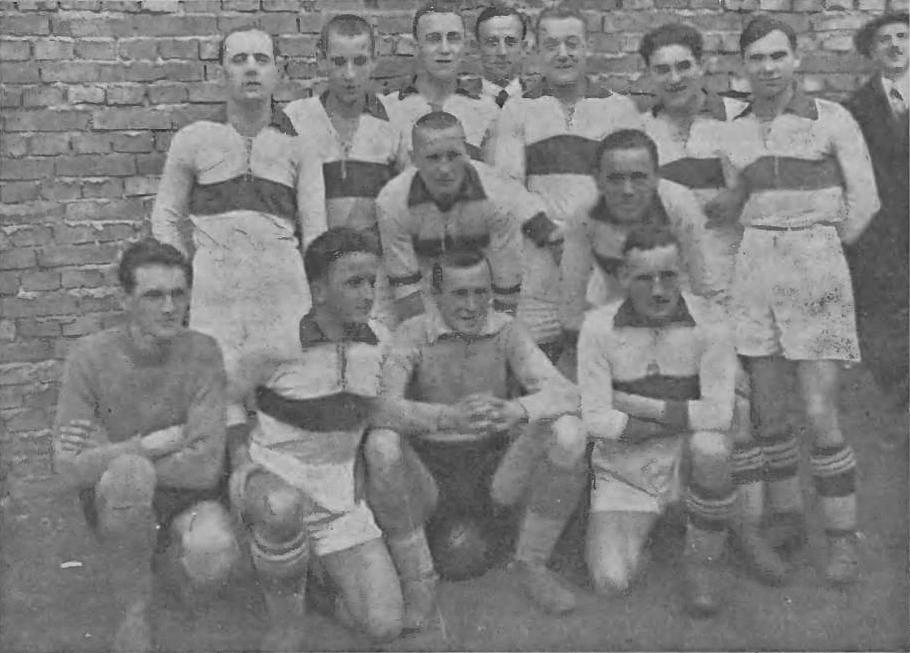
Equip de 1929.

- 1951: Związkowe Koło Sportowe Włókniarz
- 1951: Terenowe Koło Sportowe Włókniarz
- 1971: RKS Garbarnia

El club es proclamà campió de Polònia l'any 1931. L'any 2018 retornà a la I liga (segona categoria) després de 44 anys d'absència, després de guanyar una promoció contra MKP Pogoń Siedlce. El 2019 tornà a descendir a la II liga. L'any 2024 abandonà la III liga, passant a jugar a la V liga la temporada següent.

## Palmarès
- Lliga polonesa de futbol: 
  - 1931